# Björn Bach
Björn Bach (n. 21 iunie 1976, Magdeburg, RDG) este un canoist german, medaliat olimpic. A participat la două ediții ale Jocurilor Olimpice (2000, 2004) în care a câștigat două medalii de argint.